# 이성익
이성익(1952년 6월 30일 ~ 2010년 2월 24일)은 대한민국의 물리학자이자 대학교수이다.
1952년 부산에서 태어난 그는 1981년 서강대학교 물리학과를 졸업하고, 1985년 오하이오주립대학교에서 박사를 받았다. 1987년부터 포항공과대학교 교수로 부임하여 1997년부터 정부 지정 창의적 연구진흥사업 초전도연구원의 단장을 지냈다. 
2006년 한국과학상 물리학 부문을 수상하였다. 그는 대한민국 초전도체 연구분야 일인자로서 대한민국 물리학의 위상을 국제적으로 높였다는 평가를 받을 만큼 물리학계에 뚜렷한 족적을 남겼다. 한국인 최초로 미국 물리학회 초청강연도 했다. 
2008년부터 포항공과대학교에서 모교인 서강대학교로 옮겨 초전도체 연구에 몰두했다. 하지만 그에게는 포항공과대학교에서 이직하는 과정에서, 결과적으로 무고로 밝혀졌으나 대학원생이 제기한 연구비 횡령혐의 등 스타 과학자의 이직에 불만을 품고 행해진 불필요한 형사적 잡음과, 1년 이상의 장기간 정부지원 고가 실험장비 이전의 지연문제가 있었다. 
이러한 사유 등으로 연구실적이 제때에 나오지 않은 현실로 인해 극심한 스트레스를 받아 2010년 2월 24일 "물리학을 너무나 사랑했는데 잘하지 못해 힘들다. 큰 논문을 발표해야 하는데 가족과 학생들에게 미안하다"는 내용의 유서를 남기고 자신이 살던 아파트에서 투신하였다(향년 58세).

## 학력
- 1981년 서강대학교 물리학 학사
- 1983년 오하이오주립대학교 대학원 물리학 석사
- 1985년  오하이오주립대학교 대학원 물리학 박사

## 경력
- 1985년 ~ 1987년 오하이오주립대학교 연구원
- 1987년 ~ 1991년 포항공과대학교 물리학과 조교수
- 1991년 ~ 1996년 포항공과대학교 물리학과 부교수
- 1996년 ~ 2008년 포항공과대학교 물리학과 교수
- 2008년 ~ 2010년 서강대학교 물리학과 교수
- 1997년 ~ 2010년 국가지정 초전도연구단 단장

## 수상 내역
- 2002년 한국과학재단 이달의 과학기술자상
- 2003년 한국물리학회 학술상
- 2004년 한국초전도저온공학회 학술상
- 2006년 제10회 한국과학상 물리학 부문
- 2006년 제11회 자랑스러운 서강인상

## 온라인 기념관
- 한국과학자 이성익 교수 기념관[깨진 링크(과거 내용 찾기)]